# Condado de Thomas (Nebraska)
El condado de Thomas (en inglés: Thomas County), fundado en 1887 y su nombre en honor al general George H. Thomas, es un condado del estado estadounidense de Nebraska. En el año 2000 tenía una población de 729 habitantes con una densidad de población de 0,33 personas por km². La sede del condado es Thedford.

## Geografía
Según la oficina del censo el condado tiene una superficie total de 1849 km² (713,9 mi²), de los que 1847 km² (713,1 mi²) son tierra y 2 km² (0,8 mi²) (0,11%) son agua.

## Condados adyacentes
- Condado de Cherry – norte
- Condado de Blaine – este
- Condado de Logan – sur
- Condado de McPherson - suroeste
- Condado de Hooker - oeste

## Demografía
Según el censo del 2000 la renta per cápita media de los habitantes del condado era de 27.292 dólares y el ingreso medio de una familia era de 36.618 dólares. En el año 2000 los hombres tenían unos ingresos anuales 25.662 dólares frente a los 20.577 dólares que percibían las mujeres. El ingreso por habitante era de 15.335 dólares y alrededor de un 14.30% de la población estaba bajo el umbral de pobreza nacional.

## Ciudades y pueblos
- Halsey (de modo parcial)
- Seneca
- Thedford

## Espacios naturales protegidos
En este condado se incluye parte de la zona protegida del Nebraska National Forest compartido con el Condado de Blaine.